# Edelfosin
Edelfosin ist ein synthetisches Alkyllysophospholipid (ALP). Es ist gegen verschiedene Arten von Krebszellen wirksam.
Edelfosin ist ein experimenteller Arzneistoff, der zur Behandlung verschiedener Krebsarten untersucht wurde. Er ist für die orale, intraperitoneale (i. p.) und intravenöse (i. v.) Verabreichung geeignet.

## Eigenschaften
Wie alle ALP wird Edelfosin in die Zellmembran eingebaut und wirkt nicht auf die DNA. In vielen Tumorzellen kann es einen programmierten Zelltod (Apoptose)
auslösen, wobei gesunde Zellen verschont werden.
Edelfosin kann den Fas-Rezeptor/CD95 aktivieren, einen TNF-Rezeptor, der nach Ligandenbindung den Tod (Apoptose) der betreffenden Zelle auslöst. Es kann den mitogenen MAP-Kinase-Weg und den Signalweg der Proteinkinase B inhibieren.
Abgesehen von diesen Effekten auf Signalketten im Zellplasma, kann es die Regulation der Genexpression beeinflussen, indem es die Bildung und Aktivität von Transkriptionsfaktoren beeinflusst.
Edelfosin hat immunmodulierende Eigenschaften und überwindet die Blut-Hirn-Schranke.
Es vermag somit Krankheiten wie AIDS, parasitäre Infektionen, multiple Sklerose und autoimmune Erkrankungen zu beeinflussen. In Kombination mit klassischen Zytostatika wie Cisplatin wirkt Edelfosin synergistisch.
Edelfosin und andere ALP können genutzt werden, um verbleibende Leukämiezellen aus Stammzelltransplantaten zu entfernen (Purging).
Es ist strukturell mit Miltefosin und Perifosin verwandt.

## Präklinische Studien
Die apoptoseinduzierenden Eigenschaften des Edelfosins wurden an verschiedenen Krebsarten untersucht, darunter multiple Myelome und kleinzellige und nicht kleinzellige Lungenkarzinom-Zelllinien. Eine Aktivität in vivo gegen bösartige gynäkologische Tumoren wie Eierstock- oder Brustkrebs wurde im Mausmodell gezeigt. In-vivo-Studien zur biologischen Verteilung zeigten eine wesentlich erhöhte Anreicherung von Edelfosin in Tumorzellen im Vergleich zu anderen untersuchten Geweben. Es wird nur langsam abgebaut.

## Klinische Studien
Mehrere klinische Studien wurden durchgeführt, darunter eine Phase-I-Studie bei soliden Tumoren oder Leukämie und eine Phase-II-Studie in nichtkleinzelligen Bronchialkarzinomen (NSCLC). In einer anderen Phase-II-Studie zur Behandlung von Leukämie mit Edelfosin und gleichzeitiger Knochenmarkstransplantation zeigte sich die Substanz als sicher und möglicherweise wirksam. Eine weitere Phase-II-Studie in Hirntumoren zeigte einen Wachstumsstillstand der Tumoren und eine Verbesserung der Lebensqualität der Patienten. Die Phase-II-Studie in nichtkleinzelligen Bronchialkarzinomen (NSCLC) führte bei 50 % der Patienten zu einem Stillstand des Tumorwachstums.

## Toxizität
In Tierversuchen war eine Reizung des Verdauungstraktes die hauptsächliche Nebenwirkung. Es gab keine negativen systemischen Störungen. Es zeigte sich, dass Edelfosin sicher über einen langen Zeitraum gegeben werden kann. Im Gegensatz zu vielen auf die DNA abzielenden Medikamente wurde in vivo keine Knochenmark-Toxizität beobachtet. Diese Ergebnisse im Tiermodell wurden in klinischen Studien mit über 1000 Patienten bestätigt. Mutagene oder zytogenetische Effekte wurden nicht beobachtet.

## Geschichte
In den 1960er Jahren fanden Herbert Fischer und Paul Gerhard Munder in Freiburg heraus, dass 2-Lysophosphatidylcholin (LPC) die Phagozytoseaktivität von Makrophagen anregt.
Da das biogene LPC nur eine kurze Plasmahalbwertszeit aufweist, testeten Fischer, Otto Westphal, Hans Ulrich Weltzien und Paul Gerhard Munder synthetische LPC-Analoge.
Einige dieser Substanzen zeigten eine starke Aktivität gegen Tumorwachstum, insbesondere das Edelfosin. Es gilt deshalb als der „Prototyp“ der synthetischen Anti-Krebs-Lipide.
1969 wurde Edelfosin zum ersten Mal von Kny in Freiburg synthetisiert.